# Guy de Montfort-Bigorre
Pour les articles homonymes, voir Guy de Montfort.
Guy de Montfort, tué à Castelnaudary en 1220, fut comte de Bigorre de 1216 à 1220. Il était fils de Simon IV, seigneur de Montfort, vicomte de Béziers et de Carcassonne, et d'Alix de Montmorency.
Né à la fin du XIIe siècle, il rejoint aider son père pendant la croisade des albigeois. Celui-ci le maria le 6 novembre 1216 à une noble locale, Pétronille de Comminges (morte en 1251), comtesse de Bigorre et vicomtesse de Marsan, fille de Bernard IV, comte de Comminges, et de Stéphanie, comtesse de Bigorre. Ils eurent :
- Alix (morte en 1255), comtesse de Bigorre, mariée à Jourdain de Chabannais, puis en 1247 à Raoul de Courtenay, seigneur de Champigneules ;
- Peronelle (Pétronille), mariée à Raoul Paynel dit Tesson.

Il combat ensuite aux côtés de son père au siège de Toulouse (1218), mais celui-ci y fut tué, écrasé par un rocher projeté d'une pierrière. Amaury VI de Montfort n'ayant pas le sens stratégique de son père, les seigneurs occitans se révoltent et reprennent leurs droits. Guy fut tué en 1220 (certains disent le 4 avril, d'autres le 27 juillet) lors d'un engagement à Castelnaudary.

## Sources
- http://fmg.ac/Projects/MedLands/NORMAN%20NOBILITY.htm.
- http://perso.modulonet.fr/~earlyblazo/nation/france/paris.htm#guyMontfortFils.
- http://www.gatinaisgeneal.org/michelf/genealogie/Ja_001/Fiches/D2/P384.htm#1.
- http://www.gatinaisgeneal.org/michelf/genealogie/Ja_001/Fiches/D2/P482.htm.
- http://racineshistoire.free.fr/LGN/PDF/Paynel.pdf.